# كارين ستروم
كارين ستروم (بالسويدية: Karin Ström)‏ هي كاتِبة وموسيقية وصحفية سويدية، ولدت في 1977.

## وصلات خارجية
- الموقع الرسمي
- كارين ستروم على موقع ميوزك برينز (الإنجليزية)
- كارين ستروم على موقع ديسكوغز (الإنجليزية)